# IV. Vilmos orániai herceg
IV. Vilmos (teljes nevén Vilmos Károly Henrik Friso; Leeuwarden, Hollandia, 1711. szeptember 1. – Hága, Hollandia, 1751. október 22.), Oránia hercege születésétől fogva, valamint az Egyesült Tartományok helytartója 1747-től 1751-ben bekövetkezett haláláig.

## Élete
János Friso orániai herceg utószülött fiaként látott napvilágot, kiskorúsága alatt édesanyja, Mária Lujza hessen–kasseli őrgrófnő régensként kormányzott. 1729 és 1731 között megkapta Frízföld, Groningen és Gelderland tartományok helytartói címét. 1734-ben feleségül vette Hannoveri Anna királyi hercegnőt (1709–1759), II. György brit király legidősebb leányát. Időközben a Nassau-ház ún. Ottó-ága kihalt, így Vilmos a Német-római Birodalom területén is szerzett birtokokat.
1747 áprilisában, az osztrák örökösödési háború alatt francia seregek törtek be a holland területekre. Ekkor népi mozgalom bontakozott ki először Zeeland, majd Holland, Utrecht és Overijssel tartományban, hogy Vilmos visszakapja elődei címét, az 1702 óta üres holland helytartóságot. A mozgalom sikerrel járt, és Vilmos holland helytartó, főkapitány és tengernagy lett egy személyben. Hiába vált azonban a 7 tartomány vezetőjévé, nem bizonyult megfelelő katonai vezetőnek, és 1748-ban békét is kötött a franciákkal.
Államában az intelligens és szorgalmas Vilmos kísérletet tett a legnagyobb a városi oligarchák részéről történő visszaélések felszámolására, azonban már nem volt ideje a nép által remélt összes reformot megvalósítani, mert 1751-ben 40 éves korában elhunyt. Utóda kiskorú fia, V. Vilmos orániai herceg lett.

## Lásd még
- Hollandia uralkodóinak listája
- Holland uralkodók házastársainak listája
- Hollandia uralkodóinak családfája

| IV. Vilmos, Oránia hercege Oránia–Nassaui-ház Született: 1711. szeptember 1. Elhunyt: 1751. október 22. |                                                                                               |                     |
| |                                                                                               |                     |
| Előző III. Vilmos                                                                                       | Hét Egyesült Holland Tartomány Köztársaságának helytartója 1747. május 4. – 1751. október 22. | Következő V. Vilmos |